# Hans Bernhard von Tettau

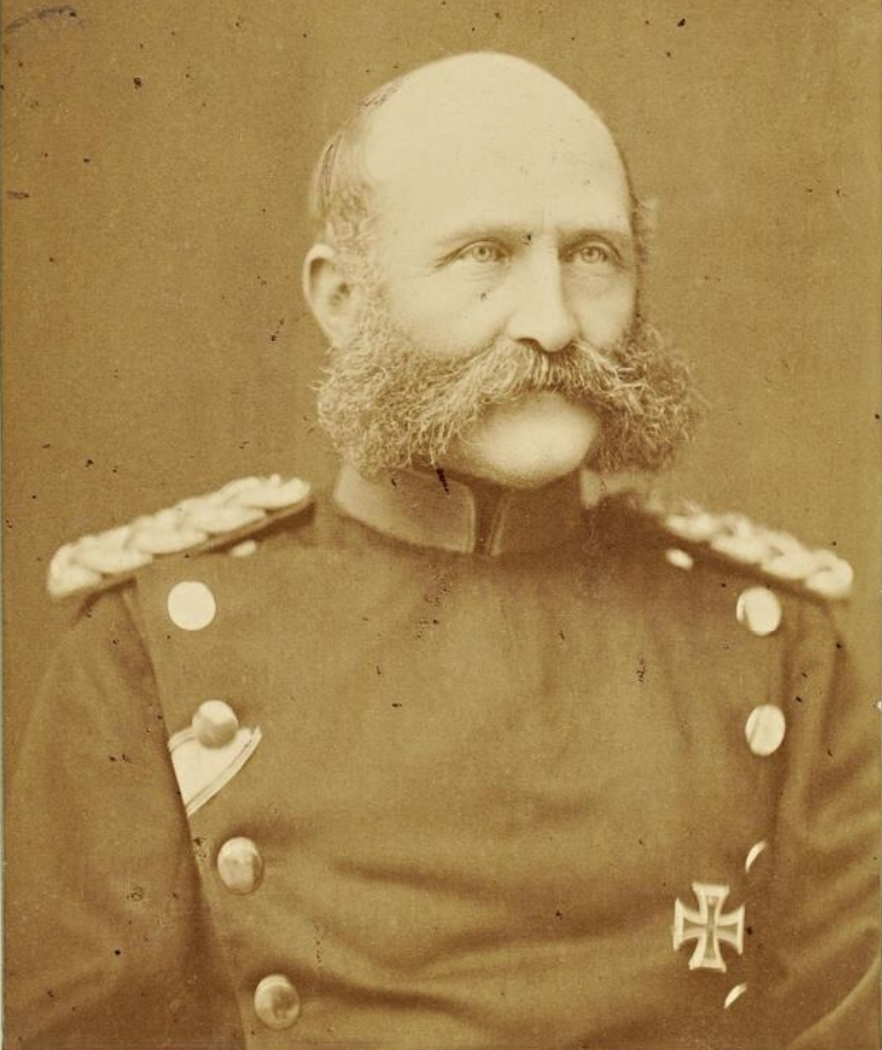
Hans Bernhard von Tettau

Hans Bernhard von Tettau (* 1. September 1818 in Dresden; † 27. August 1898 ebenda) war ein sächsischer Generalleutnant.

## Leben

### Familie
Hans Bernhard von Tettau entstammte dem Adelsgeschlecht von Tettau. Er war Vater des sächsischen Majors Max von Tettau (1854–1909) und somit der Großvater des späteren Generals der Infanterie Hans von Tettau.

### Karriere
Hans Bernhard von Tettau war ab 1832 im Kadettenkorps der Sächsischen Armee und wurde 1837 als Portepeejunker dem Max-Regiment in Zwickau überwiesen. Im Regiment erfolgte 1838 die Beförderung zum Leutnant und 1847 zum Oberleutnant beim 7. Infanterie-Bataillon. Als Adjutant beim 7. Infanterie-Bataillon machte er den Feldzug gegen Dänemark mit und beteiligte sich u. a. an dem Gefecht bei Düppel. 1853 erfolgte die Beförderung zum Hauptmann und Chef der 4. Kompanie beim 3. Jäger-Bataillon und 1865 die zum Major und Platzkommandanten in Dresden. Im Krieg gegen Preußen befehligte er 1866 das II. Bataillon im Leib-Grenadier-Regiments und nahm an den Schlachten bei Gitschin und Königgrätz teil.
Nach der anschließenden Niederlage des Königreichs Sachsen und der Neuorganisierung der Armee wurde er unter Beförderung zum Oberstleutnant am 20. Juni 1867 Kommandeur des 14. Infanterie-Bataillons. 1869 wurde er zum Oberst befördert und Kommandeur im 6. Infanterie-Regiment Nr. 105 in Plauen, welches er nach Ausbruch des Krieges gegen Frankreich führte. Tettau beteiligte sich an den Kämpfen bei Gravelotte, Verdun, Beaumont, Sedan und Villiers sowie der Belagerung von Paris. Für sein Wirken erhielt Tettau das Ritterkreuz des Militär-St.-Heinrichs-Ordens sowie beide Klassen des Eisernen Kreuzes.
Er nahm an der Kaiserproklamation im Spiegelsaal von Versailles teil und wurde 1874 unter Beförderung zum Generalmajor zum Kommandeur der 3. Infanterie-Brigade Nr. 47 in Zwickau ernannt. Am 20. Januar 1880 wurde er unter Verleihung des Charakters als Generalleutnant zur Disposition gestellt.
Er wurde in einer großen Trauerfeier auf dem Alten Neustädter Friedhof in Dresden begraben.